# 百胜厨
百胜厨（Prima Taste）是新加坡的一个食品和饮料品牌，由Prima Food Pte Ltd管理，是Prima Limited的全资子公司。该品牌是为居住在国外的新加坡侨民设计的。其叻沙酱包被新加坡知名甜點師Janice Wong（黃慧嫻）推荐为2018年朝美峰会期间带回家的美食纪念品。

## 产品
2011年，百胜厨推出新加坡叻沙拉面，这是一种高级方便面产品。
2013年，百胜厨Laksa LaMian和百胜厨Curry LaMian被The Ramen Rater评为有史以来第一和第二的方便面。百胜厨的Wholegrain Laksa LaMian在2016至2018年被The Ramen Rater评为最佳方便面。 
2015年，百胜厨推出Ready Meals。特点是将米饭和蛋白质菜肴密封在可重复加热的小袋中。

## 餐厅
2000年，一家百胜厨概念餐厅在新加坡商業大街乌节路的The Centrepoint成立，提供百胜厨菜肴。到2003年，又有两家餐厅在新加坡广场旁边的One Fullerton和乌节中庭开业。.
2011年至2014年1月，樟宜机场3号航站楼的一家餐厅也开始营业。2003年至2005年期间，八家海外的百胜厨餐厅特许经营，包括在雅加达和上海的旗舰店。然而，百胜厨公司网站上沒有提及這些概念餐厅。